# Eugenio Burriel de Orueta
Eugenio Luis Burriel de Orueta (València, 14 d'agost de 1944) és un geògraf, professor, advocat i polític valencià, conseller de la Generalitat Valenciana, delegat del govern i governador civil.

## Biografia
Militant del PSPV, fou diputat a les Corts Valencianes a la III Legislatura (1991-1995), ocupant el càrrec de Conseller d'Obres Públiques, Urbanisme i Transports en el període 1989-1995, al Consell del president Lerma. Abans seria Governador Civil i Delegat del Govern en la Comunitat Valenciana (1982-1989). Va fer tallar les emissions de TV3 al País Valencià quan començava a emetre al País Valencià. El juliol de 2004, després del Congrés de Castelló del PSPV on Joan Ignasi Pla fou designat Secretari General, Burriel de Orueta serà el Secretari de Territori i Habitatge de l'Executiva socialista, fins al congrés de 2008.
Eugenio L. Burriel de Orueta és Catedràtic de Geografia Humana i doctorat en Dret per la Universitat de València. Ha estat professor de les universitats Autònoma de Madrid, La Laguna (Tenerife) i Autònoma de Barcelona. També ha ocupat el despatx de degà de la Facultat de Filosofia i Lletres de la Universitat Autònoma de Barcelona entre 1978 i 1980, i director del Departament de Geografia de la Universitat de València.

## Obres
- La huerta de Valencia, zona sur: estudio de geografía agraria (1971), Ed. Institució Alfons el Magnànim (València)
- Canarias: población y agricultura en una sociedad dependiente (1982), Ed. Oikos-Tau (Barcelona)